# Канаки (Малайзія)
Канаки, або оранг-канак (малай. Orang  Kanaq, Suku Kanaq) є одним з 18 племен корінного населення Півострівної Малайзії. Вони також є найменшою етнічною групою серед всього населення Малайзії.
Незважаючи свою мізерну чисельність, більшість представників цього мікроетносу добре зберігає свою ідентичність. Проте сумна динаміка чисельності канаків свідчить, що над їх унікальними мовою і культурою нависла реальна загроза зникнення. Вони продовжують існувати лише через низький рівень контактів з іншими людьми, через той факт, що традиції народу не схвалюють мішані шлюби з іншими етнічними групами.
Корінні жителі Півострівної Малайзії мають особливий статус, закріплений законодавством країни. До них застосовується спеціальний термін оранг-аслі (Orang Asli), що малайською означає «споконвічні люди», «прадавні мешканці», «оригінальні народи», «перші народи», «аборигени». Вони перебувають під опікою державного Департаменту розвитку оранг-аслі (малай. Jabatan Kemajuan Orang Asli, JAKOA, до 2011 року Департамент у справах оранг-аслі, малай. Jabatan Hal Ehwal Orang Asli, JHEOA). Метою діяльності департаменту є підняття рівня життя корінного населення до середніх показників по країні.
Оранг-аслі не утворюють єдиної спільноти, фактично це конгломерат різних за походженням, культурою, способом життя, мовою та расовими ознаками племен і народів. Для зручності адміністрування JHEOA поділяє їх на 18 племен, об'єднуючи у 3 групи по 6 племен у кожній. Це групи негритосів (малай. Negrito), сеноїв (малай. Senoi) та прото-малайців (малай. Melayu Proto). Канаки належать до останньої з них.
Незважаючи на належність до категорії корінного населення, канаки є відносно недавніми жителями країни. Вони живуть на Малайському півострові лише близько 200 років. Їх батьківщиною є острови архіпелагу Ріау-Лінга, розташовані далі на південь, в межах нинішньої Індонезії. Там, на невеличкому острові Дайк (малай. Pulau Daik) і досі живе плем'я секанаків (малай. Orang Sengkanak), споріднене, як вважають, з канаками Півострівної Малайзії.
Канаки є найменш дослідженою групою оранг-аслі. Зазвичай вони ухиляються від контактів з іншими людьми, тому дослідники приділяли їм мало уваги. Лише останнім часом малайзійські вчені опублікували низку матеріалів, присвячених цьому племені.

## Розселення

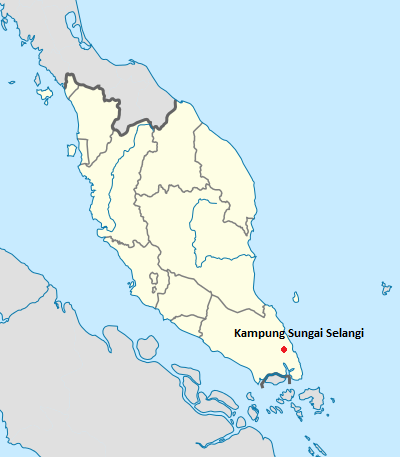
Розташування села Сунгай-Селангі на мапі Півострівної Малайзії

Канаки живуть лише в одному селі Сунгай-Селангі (малай. Sungai Selangi), розташованому на північний схід від Мавай (малай. Mawai), в межах округу Кота-Тінгі (малай. Kota Tinggi) у східній частині штату Джохор. Окрім них у Сунгай-Селангі живе ще лише декілька малайців.

## Чисельність
Наявні в різних джерелах дані дозволяють певною мірою відслідкувати динаміку чисельності канаків: 34 особи (1952, Williams-Hunt), 38 осіб (1960), 40 осіб (1965), 40 осіб (1969), 36 осіб (1974), 37 осіб (1980), 64 особи (1996, JHEOA), 73 особи (2000, COAC), 83 особи (2003, COAC).
Перепис, проведений у 2008 році серед громад оранг-аслі штату Джогор місцевим Департаментом оранг-аслі (малай. Jabatan Hal Ehwal Orang Asli, Johor Bahru), охоплював п'ять основних груп прото-малайців: джакунів, селетарів, куалів, темуанів і канаків. Перепис показав, що канаки є найменшою з цих п'яти груп, вони налічували лише 85 осіб, або 0,72 % від загальної чисельності прото-малайців, яка склала 11701 особу. Всі вони, а це 23 сім'ї, були жителями села Селангі.
За даними Департаменту у справах оранг-аслі у 2010 року в Малайзії проживало 29 сімей канаків, які складалися зі 139 осіб (2010, JHEOA). Вони становили 0,18 % прото-малайців і 0,1 % загальної чисельності оранг-аслі.

## Мова
Говорять канацькою мовою, яка належить до малайської групи австронезійських мов. Канацька мова є мало дослідженою. Лише на початку 2000-х років доктор Мохаммед Шаріфудін Юсуф (малай. Mohd. Sharifudin Yusof) під час польових досліджень вперше склав список слів діалекту канаків, представлений у фонетичному вигляді. Скориставшись цими записами, читач зможе правильно вимовляти канацькі слова, навіть якщо він ніколи не спілкувалися з носіями мови.
У загальних рисах канацька мова є дуже подібною до малайської, особливо в лексиці та системі звуків, але відрізняється особливим акцентом та деякими іншими особливостями. Іноді її називають грубим діалектом малайської мови.
Більшість канаків добре розмовляє рідною мовою. Але канацька мова перебуває під все зростаючим тиском з боку стандартної малайської мови, особливо помітною ця тенденція є серед молодого покоління. Малайська для канаків є мовою шкільного навчання. Враховуючи малу чисельність носіїв канацької мови, можна констатувати, що вона перебуває під серйозною загрозою зникнення.

## Релігія
Більшість канаків продовжує дотримуватись традиційних вірувань, які являють собою складний набір різних культів і ритуалів. Вони вірять в існування духів і душ, вірять в силу духів, які, в разі потреби, стають для них джерелом допомоги. Численні табу, що передаються з покоління в покоління, регулюють повсякденне життя канаків. Ці люди мають цілий комплекс міфів і легенд, пов'язаних з вірою в надприродні божества. Традиційні шамани виступають як медіуми, що спілкуються з невидимими силами.
У результаті місіонерської діяльності частина канаків вже прийняла іслам або християнство. Joshua Project [Архівовано 31 березня 2019 у Wayback Machine.] оцінює релігійний склад членів племені таким чином: 81 % прибічники традиційних вірувань, 15 % мусульмани, 4 % християни. У той же час, статистика JHEOA говорить, що практично всі канаки є мусульманами: 65 осіб у 1997 році. Ісламізацію народу пов'язують із активною урядовою політикою в цьому напрямку, яка проводилась у 1980-ті роки.

## Історія

### У складі оранг-лаутів
У минулому канаки були одним із племен «морських циган», або оранг-лаутів, морських кочівників і піратів з архіпелагу Ріау-Лінга, розташованого на схід від великого острова Суматра. Вважається, що канаки походять з маленького острова Секанак (малай. Pulau Sekanak), розташованого в цьому архіпелазі, на північ від острова Батам.
Оранг-лаути відігравали важливу роль в історії малайської державності. Особливі стосунки між оранг-лаутами та малайськими правителями склалися ще за часи імперії Шривіджая (VII—XI століття). У цій державі морські кочівники виконували роль військо-морського флоту. Протягом сотень років відданість оранг-лаутів малайським правителям була вирішальним фактором у збереженні і процвітанні держави. Ці особливі стосунки були успадковані в XIV столітті султанатом Малакка, а тоді його наступником — султанатом Джохор. Оранг-лаути продовжували займати видні позиції в Джохорській імперії ще в XVII—XVIII століттях. Зокрема, й плем'я оранг-канаків згадується в легендарному Малайському літописі (малай. Sejarah Melayu). На початку XIX століття канаки зустрічаються й у записках європейських дослідників, зокрема Логана (Logan, 1847).
Акт царевбивства 1699 року в Джохорі привів до влади нелегітимного правителя і зруйнував усталені відносини між султаном та оранг-лаутами. Останні не визнали нової влади і стали, певною мірою, безконтрольно займатися піратством. Племена морських кочівників не раз міняли місце своєї дислокації. Зокрема, плем'я оранг-канаків було засвідчене в затоці Секана (Sekana) на північному узбережжі острова Сінгкеп (малай. Pulau Singkep), що в архіпелазі Лінга. Очолював його тоді ракьят (титул вождя у племен оранг-лаутів островів Лінга) на ім'я Пангліма Раман (малай. Panglima Raman). Сюзеренами канаків були правителі султанатів Бінтан і Лінга, залежні від султана Джохору. Плем'я згадується в ті часи як не дуже вправні пірати, які у своїх грабіжницьких походах сягали узбережжя Сіаму і Кохінхіни.
Подальша політична ситуація складалася не на користь оранг-лаутів. Наприкінці XVIII століття правитель Сіаку, султанату на східному узбережжі Суматри, закликав собі на службу іланумів (іранунів), які помітно переважали оранг-лаутів у військово-морській справі. Іншою важливою тенденцією в регіоні стало зміцнення позицій європейців, у першу чергу голландців та англійців, які в XIX столітті вже міцно закріпилися в районі Малакської протоки. Європейцям була недовподоби піратська діяльність в регіоні, і вони стали проводити військові операції проти іланумів та оранг-лаутів. 1843 року була проведена акція «примирення» канаків. Султан Лінга, на вимогу голландців, умовив їх припинити заняття піратством. Того ж таки року голландські військові зруйнували поселення канаків в затоці Секана, змусивши плем'я переселитися вглиб острова. Щоб продемонструвати вірність султанові, канаки символічно спалили свої човни й зобов'язалися зайнятись сільським господарством, до якого не мали жодних навичок і хисту. Нове заняття вони сприйняли як кераг (малай. kerah), тобто панщину.
Після 1862 року не було більше ніяких ознак наявності канаків в затоці Секана (Sopher, 1965). Натомість вони згадуються в переліку оранг-лаутських племен, які були васалами султана Джохору. Тодішнє суспільство султанату було сильно структуроване, кожне з васальних племен займало в ньому строго визначене для нього місце, яке відповідало статусу племені й зобов'язувало до виконання певних обов'язків на користь сюзерена-султана. Статус оранг-канаків був доволі високим, вони керували кораблями султана. На той час канаки мали своє поселення поблизу острова Бінтан, на південь від Сингапуру, але досить часто на тривалий час змушені були покидати домівки; це могло тривати й більше року.

### Переселення на Малайський півострів
Дата і причини переселення канаків з Бінтану на Малайський півострів залишаються до кінця не з'ясованими. Різні джерела наводять суперечливі дати, розбіжність між якими становить понад 100 років. Один із недатованих документів, що зберігається в архівах Департаменту оранг-аслі в Джохор-Бару, стверджує що перша група канаків у кількості близько 100 осіб була доставлена голландцями в округ Кота-Тінгі в 1758 році для роботи на плантації чорного перцю в селі Сунгай-Папан (малай. Sungai Papan). Після того, як плантацію було закрито, вони перебралися в місцевість Лебак-Мінчин (малай. Lebak Mincin) біля підніжжя гори Панті (малай. Gunung Panti) і заснували тут нове поселення. Там вони стали займатися вирощуванням плодових дерев і збиранням лісових продуктів.
Самі ж канаки стверджують, що їхні предки кількістю приблизно в 150 осіб свого часу припливли в невеликих човнах до узбережжя Джохору, піднялися у внутрішні райони річкою Седілі (малай. Sungai Sedili) й зупинилися в місцевості Мавай-Лама (малай. Mawai Lama), де й заснували своє поселення. Переселення з островів Ріау, які вони вважають своєю батьківщиною, було, на їх думку, викликане деспотичним поводженням голландців (малай. Orang Belanda). Втікачі вибрали Мавай-Лама в окрузі Кота-Тінгі через його ізольоване розташування; тут вони могли уникнути контактів зі сторонніми, по відношенню до яких відчували панічний страх. Інші інформатори-канаки стверджували, що їхніх предків переселив у Кота-Тінгі сам султан Джохору. Таке твердження має підстави, адже на той час у Джохорі стали займатися товарним збиранням каучуку, який користувався великим попитом на європейських ринках. Для виконання цих робіт султану потрібні були робочі руки, які він легко міг отримати від своїх підданих. Як раби на каучукових плантаціях, мабуть, працювали й канаки. Дати переселення в Джогор, зрозуміло, зафіксовані не були.
Так чи інакше, а канаки вважають Лебак-Мінчин своєю новою батьківщиною, саме тут розташовані їх традиційні лісові угіддя.

### Виселення в Селангор
Канаки жили в більш-менш спокійно в селі Мавай-Лама до часів Малайської війни (1948—1960), коли китайські повстанці-комуністи виступили проти британської влади в Малайї. Повстанці користувалися допомогою й підтримкою з боку корінних народів, жителів внутрішніх лісових районів країни. З метою розірвати такі шкідливі для уряду зв'язки, англійці організували переселення корінних громад в так звані «нові села», розташовані в інших, підконтрольних владі, регіонах країни. Ця доля спіткала й канаків. 1951 року їх переселили з Мавай-Лама до Центру досліджень аборигенів (англ. Aborigine Research Centre), розташованому в селі Сунгай-Ґомбак (малай. Sungai Gombak) в штаті Селангор, за 13 км від Куала-Лумпуру.
На новому місці канаки стали піддослідними кроликами в руках створеного 1950 року спеціального Департаменту в Справах Аборигенів (англ. Department of Aboriginal Affairs). З метою «якнайкраще зберегти природне середовище», поселення канаків, що займало лише 1,2 га землі, обнесли колючим дротом, а навколо поставили охорону. Співробітники департаменту мали змогу «вивчати» цю групу людей і робити над нею експерименти. Як зазначав Вільямс-Гант (англ. Williams-Hunt), один із співробітників Департаменту, канаки в Мавай-Лама майже нічого не вирощували, їх традиційний спосіб життя включав збирання лісових продуктів, серед яких ротанґ, дикорослий ямс тощо. У Сунгай-Ґомбак їм стали прищеплювати навички землеробства. Канакам дуже важко було призвичаїтись до нових умов життя, в табірних умовах багато людей хворіло й помирало. За свідченням того ж Вільямса-Ганта, у 1953 році лишилося в живих тільки 40 канаків.

### Повернення в Кота-Тінгі
Усвідомивши повний провал своєї політики переселення, англійці 1955 року повернули канаків назад до Джохору, в той самий округ Кота-Тінгі, але ще декілька разів їм доводилось міняти місце свого проживання. Спочатку їх поселили в селі Семангар (малай. Semangar), але канаки були незадоволені цим поселенням, адже воно розташовувалось лише за 230 метрів від поселення джакунів, іншого аборигенного народу Півострівної Малайзії. Вони жили в Семангарі до 1959 року, після чого їх переселили до Бату 9 (малай. Batu 9) в Джалан-Мавай (малай. Jalan Mawai). Нарешті, щоб пом'якшити ситуацію, уряд спеціально для канаків виділив із державного резерву 28 га земель під житлове будівництво і сільськогосподарські угіддя, і 1964 року 10 сімей канаків (близько 40 душ) поселилися в Сунгай-Селангі, де народ живе й досі.
Події часів Малайської війни поклали початок сучасній історії корінних народів Півострівної Малайзії (оранг-аслі). З цього часу вони отримали серйозну увагу з боку уряду. Спочатку їх справами займався Департамент у Справах Аборигенів. Після отримання Малайзією незалежності ця структура була перетворена на Департамент у справах оранг-аслі, а після реорганізації 2011 року вона стала називатись Департаментом розвитку оранг-аслі. Як і у випадку з іншими громадами корінного населення, до канаків був приставлений спеціальний чиновник (англ. Field Assistant), який мав доводити до племені рішення уряду. Представником з боку племені виступав староста.

## Культура

### Господарство
Нинішні канаки зовсім не схожі на своїх предків-мореплавців, вони вже давно втратили зв'язок із морем. Проте й сільське господарство залишається для них чужим; незважаючи на всі зусилля держави прищепити їм нові навички господарювання, канаки ніколи серйозно не ставились до своїх занять землеробством. Їм більше до душі традиційні заняття, пов'язані з використанням природних ресурсів: збиральництво, мисливство та рибальство. В місцевості Лебак-Мінчин, розташованій за 15 кілометрів від їх села Сунгай-Селангі, плем'я має власні традиційні лісові угіддя, землі предків, які звуться сака (малай. saka). Ця територія має статус земель запасу. Є нормою серед оранг-аслі мати сака, розташовані в незаселених місцях на значній відстані від їх постійних поселень. Періодично, особливо під час сезону дозрівання фруктів або коли не так багато роботи в селі, канаки на певний час вирушають в Лебак-Мінчин для збирання дарів лісу. Крім фруктів, у великій кількості вони збирають тут ротанґ, який продають посередникам. Для власних потреб ротанґ практично не використовується, хіба що з його серцевини роблять віники.
Збирання ротанґа в житті племені має неабияке значення, адже він є основним джерелом їхніх доходів. 1965 року канаки зібрали цілих 20 вантажівок ротанґа. У збиранні цієї рослини беруть участь групи сімей, які разом на декілька днів вирушають в джунглі. Перед тим, як іти до лісу, проводять велику церемонію, промовляють заклинання, намагаючись отримати таким чином благословення і захист від духів джунглів, щоб здійснити успішну подорож. Великі відстані, які доводиться долати, і зменшення лісових запасів ротанґа через його надмірне вирізання є причинами, через які це заняття стає в останні роки менш привабливим для канаків.
Поширене також рибальство, риби є вдосталь у місцевих річках. Крім того, полюють у джунглях дрібних диких тварин за допомогою духових рушниць зі стрілами.
Загальна площа земель, виділених під поселення канаків, становить 27,92 га, а саме селище займає лише 0,6 га. Решту території люди використовують для посадки своїх сільськогосподарських культур, хоча землі тут не є родючими. Вирощують маніок, батат, ямс, більшість цих продуктів споживається на місці.
Уряд неодноразово намагався залучити канаків, як і інші племена оранг-аслі, до виробництва плантаційних культур. Спочатку було створено невеличку каучукову плантацію площею 3,02 га, на якій кожна сім'я отримала по чотири ряди дерев. Але канаки не виявляли ніякого інтересу до вирощування каучуку. Дерева залишили рости без нагляду, і врешті вони були занедбані й погризені дикими оленями. У такому стані плантація перебувала в 1964 році. Згодом канаки віддали її в оренду місцевому китайцю. 1983 року державною компанією FELCRA (англ. Federal  Land Consolidation and Rehabilitation Authority) на ділянці площею 24,74 га була закладена плантація олійної пальми. В проєкті взяли участь 12 сімей канаків. Їхні доходи могли б бути більшими, якби вони самі працювали на плантації. Проте плем'я традиційно не виявляє підприємницької ініціативи.
Бажання отримати гроші час від часу спонукає канацьких чоловіків найматися на роботу на сусідні приватні плантації, лісозаготівельні підприємства, державні земельні проєкти. Проте наймана праця не стала для них постійним заняттям. Трапляються ситуації, коли вони без всякого попередження кидають роботу, наприклад, в сезон дозрівання фруктів у джунглях. З іншого боку, підприємці, переважно китайці за національністю, не завжди бувають чесними у стосунках з канаками, несвоєчасно й не у повному обсязі виплачують їм зароблені гроші.

### Житло
У недавньому минулому канаки жили в хатинках, які більше нагадували курники. Але держава за програмою житлового забезпечення (малай. Skim Perumahan Kesejahteraan Rakyat, SPKR) збудувала в Сунгай-Селангі 23 нові хатини. Це стандартна для оранг-аслі конструкція, дерев'яна хатина на палях, зменшена версія типової малайської сільської хати, спеціально з цією метою спроєктована службами JHEOA. Таке житло має дві житлові кімнати, кухню і відкриту веранду з фронтального боку. Село також забезпечене основними зручностями та інфраструктурою, такими як чиста вода й електрика, господарські приміщення.

### Суспільство
Всі, хто стикався з канаками, відзначають їх надзвичайну сором'язливість. Вони уникають контактів з незнайомими людьми. Побачивши на вулиці села стороннього, канацькі жінки мерщій тікають до хати, а тоді спостерігають у вікно, коли ж, нарешті, незнайомець залишить їхнє поселення. Потрібно багато часу, щоб встановити контакт з цими людьми, а на те, щоб вони стали довіряти чужинцеві, потрібні роки. Та й взагалі, канаки воліють залишатися в компанії виключно своїх одноплемінників.
До цього слід додати ще й вікову традицію племінної ендогамії. Канаки уникають шлюбів зі сторонніми. Вони вважають, що такі союзи принесуть прокляття на їхнє плем'я. З іншого боку, така традиція дозволила їм протягом багатьох років зберігати свою ідентичність, не зважаючи на мізерну чисельність народу.
Громаду очолює староста, або ток-батін (малай. tok batin). Він є представником громади у стосунках з державою, розподіляє серед членів племені допомогу, яку вони регулярно отримують від уряду, веде переговори зі сторонніми людьми, які звертаються у певних справах до громади. Слово ток-батіна є вирішальним при видачі ліцензій на вирубування ротанґа та інші роботи на ділянці лісу, зарезервованій за племенем. Посада старости є виборною, але в реальному життя вона, як правило, успадковується за чоловічою лінією.
Важко складаються стосунки канаків з іншим населенням. Їх, чи не найбільше з усіх корінних народів Півострівної Малайзії, зачепили процеси примусового переселення, обмеження свободи і вільного використання природних ресурсів. Це мало негативні наслідки не лише для соціально-економічного життя громади, а й для морального стану цих людей. Недовіра до уряду, посіяна в попередні роки, залишається актуальною й досі. Це є однією з причин того, що зусилля JHEOA з «модернізації» племені були не надто успішними.
Більш тісні контакти канаки традиційно мають з китайськими торговцями-посередниками, яких тут звуть тауке (малай. tauke), їм довіряють більше, ніж державним чиновникам. Ще на початку XX століття тауке забезпечували канакам можливість продавати продукти, які вони збирали в джунглях. Китайці й надалі продовжували надавати такі послуги, крім того давали людям гроші в борг, наймали на роботу на своїх плантаціях. Тауке постійно ошукували й ошукують канаків, користуючись їхнім неуцтвом, використовували й використовують їх як дешеву робочу силу, перепродують їхні продукти за набагато вищою ціною. Надмірна залежність і довіра до китайців, є причиною того, що канаки готові продавати їм і свої ліцензії, видані Департаментом лісів Джогору на збирання і переробку продуктів джунглів.

### Модернізація
Уряд Малайзії через Департамент розвитку оранг-аслі намагається змінити життя канаків, подолати їх відставання в соціально-економічному плані, реалізовує з цією метою спеціальні програми з розвитку громади. JAKOA та інші установи надають канакам різноманітну допомогу в галузі навчання, медичних послуг, фінансову допомогу, сільськогосподарські субсидії й субсидії у вигляді домашньої худоби, безкоштовного житла і створення можливостей для ведення бізнесу. Майже кожна сім'я отримала від держави якесь домашнє господарство. Канаки отримують також долю від продажу пальмової олії за проєктом FELCRA, щомісячну безкоштовну допомогу у вигляді продовольства, одягу та інших предметів першої необхідності.
Проте самі оранг-аслі не завжди позитивно ставляться до цих перетворень. Зокрема, канаки хотіли б аби їх не чіпали, і вони продовжували свій традиційний спосіб життя, мали вільний доступ до своїх споконвічних земель та лісів і могли там полювати та збирати лісові продукти.
Тим не менше, в останні роки зусилля урядових структур стосовно інтеграції канаків у малайзійське суспільство стали приносити результати. До села проклали асфальтовану дорогу, в Сунгай-Селангі є мечеть, громадська зала, дитячий садок. Батьки почали відправляти своїх дітей до державної школи. Частина канаків прийняла іслам, мішані шлюби вже не є дивиною. Став підвищуватись і рівень життя народу. Деякі з представників племені придбали мотоцикли, в домівках стали з'являтись електричні побутові прилади.
На жаль, рівень життя канаків все ще лишається дуже низьким, а та допомога, яку вони отримують, часто не дає бажаного ефекту. Це підтверджують результати дослідження, проведеного 2012 року серед двох громад оранг-аслі в штаті Джогор, а саме серед канаків і куалів (малай. Orang Kuala). Характерно, що канаки за абсолютно всіма показниками помітно поступаються куалам. Причиною тому, на думку спеціалістів, є відсутність відповідної зацікавленості у самих канаків. Ці люди звикли задовольнятися малим і почуваються при цьому цілком комфортно. Державна допомога, що надається їм протягом багатьох років, використовується, головним чином, для задоволення нагальних потреб. Така допомога не може змінити життя людей таким чином, щоб вони власною діяльністю забезпечували собі постійні доходи й тим самим мали змогу поліпшували своє матеріальне становище.
Те саме стосується й системи освіти. Діти канаків відвідують державну середню школу першого рівня (малай. Sekolah Kebangsaan, SK) в Мавай і середню школу другого рівня (малай. Sekolah Menengah Kebangsaan, SMK) в Фелда-Букіт-Апінг-Барат (малай. Felda Bukit Aping Barat). Проте їхні батьки мало цінують фактор освіти, і тому багато дітей кидають школу, особливо в перші роки навчання.